# Mediensoziologie

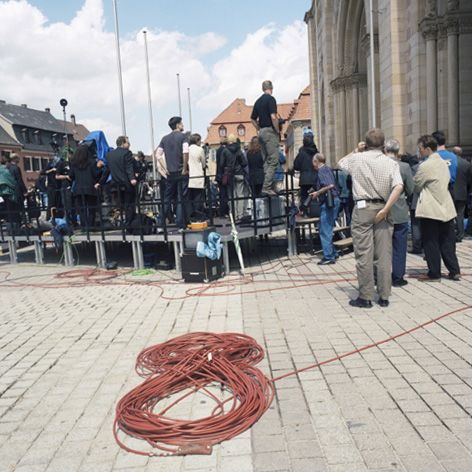
Trauerfeier als Medienereignis in Speyer, 2001

Die Mediensoziologie ist eine Soziologie, die sich mit gesellschaftlichen Bedingungen und Konsequenzen im Verhältnis von Sozialität und medialer Kommunikation auseinandersetzt.

## Geschichte
In der universitären Forschung und Lehre ist die Mediensoziologie in Deutschland bisher noch wenig institutionalisiert. Aufgrund der geringen Ausdifferenzierung des Faches ergeben sich daher Probleme der Unterscheidung zu Fächern wie Medienwissenschaften, Kommunikationswissenschaft oder Medienphilosophie.
Die Mediensoziologie hat daher in der Vergangenheit noch keinen eigenständigen soziologischen Medienbegriff entwickelt und sich in ihrer Forschungsperspektive zumeist auf Massenmedien konzentriert. So schreibt etwa Michael Jäckel in der Einführung zu dem im Jahr 2005 vorgelegten Lehrbuch "Mediensoziologie" das Programm der Mediensoziologie bestehe darin: "(...) nach Strukturmerkmalen zu suchen, die dem Vorhandensein von über Massenmedien verbreiteten Angeboten zuzuschreiben sind." (S. 10). Dies erschien plausibel, solange in der modernen Gesellschaft vor allem die Organisation und Realisation von Willensbildungsprozessen der öffentlichen Meinung kaum anders als massenmedial vorstellbar war. So hatte der Soziologe Max Weber bereits im Jahr 1910 in seinem Vorschlag über "die Erhebung über die Soziologie des Zeitungswesens" die gesellschaftliche Bedeutung der Presse festgestellt. Auf die gesellschaftliche Bedeutung von Massenmedien im Allgemeinen und besonders für die Produktion und Reproduktion von Öffentlichkeit hatte gegen Ende des 20. Jahrhunderts aber neben anderen auch der Soziologe Niklas Luhmann hingewiesen (1996: 183ff.).
Einflussreich für die Konzentration der Soziologie auf Massenmedien und die Bedeutung von Öffentlichkeit war zudem die Untersuchung des Sozialphilosophen Jürgen Habermas zum "Strukturwandel der Öffentlichkeit" (1962, Neuauflage 1990).

## Erweiterter Medienbegriff
Einem erweiterten Medienbegriff liegen Untersuchungen von Kommunikationsmedien wie etwa Sprache oder (Hand-)Schrift und symbolisch generalisierten Kommunikationsmedien (SDKM) wie Geld, Liebe, Wahrheit zugrunde, die Sozialität ermöglichen und prägen.
Der Soziologe Udo Thiedeke hat vorgeschlagen, Medien grundsätzlich nicht im Rahmen einer speziellen Mediensoziologie zu untersuchen, sondern als Kommunikationsmedien und damit als Gegenstand der allgemeinen Soziologie zu begreifen. Angelehnt an die von Niklas Luhmann vorgeschlagenen Grundfrage der Soziologie, wie soziale Ordnung möglich sei, fragt Thiedeke danach, wie Sozialität – und in Bezug zu Kommunikationsmedien, wie Sozialität unter den Bedingungen medialer Kommunikation – möglich sei. Dieser soziologische Medienbegriff solle vielmehr alle Kommunikationsmedien umfassen, die sich an der Strukturierung von Sinn anhand von technisch und sozial auf Medien bezogene Erwartungen orientierten. Die Soziologie der Medien setzt sich Thiedeke zufolge mit technischen und sozialen medialen Kommunikationsstrukturen wie Sprache, Rundfunk, Computer, Internet usw. auseinander, die in spezifischer medialer Weise den Sinn von Sozialität formen.
Thiedeke hat diese Definition erarbeitet: Kommunikationsmedien sind "Sozio-Technisch operierende Strukturmechanismen des Sinns" (2012: 145) Angesichts der veränderten medialen Kommunikation durch Computer/-Netzwerke und Internet differenzieren sich Medien in alte Medien und neue Medien. Neue Medien bzw. kybernetische Interaktionsmedien sollen Aufmerksamkeitsmedien sein, die im Gegensatz zu den alten Medien ihren Fokus nicht mehr auf der Mitteilung der Kommunikation, sondern auf die individuelle Gestalt- und Steuerbarkeit der Mitteilung richten.

## Alte und Neue Medien
Medien als Mechanismen zur Strukturierung von Sinn differenzieren sich nach Thiedeke elementar aus in:
- Unterscheidungsmedien (symbolisch spezifizierende Kommunikation wie beispielsweise Zeichen)
- Aufmerksamkeitsmedien (Symbolisch konstruierende Kommunikation wie beispielsweise Massenmedien und Internet)
- Verstehensmedien (symbolisch generalisierende Kommunikation wie beispielsweise Geld und Liebe)

Die Aufmerksamkeitsmedien sind aufgrund ihres sozio-technischen Operierens und symbolischer Konstruktion von Sinn (indem sie Erwartungen an die jeweilige Kommunikationsform knüpfen) in der Lage die Aufmerksamkeit auf die Mitteilung der medialen Kommunikation zu fokussieren und differenzieren sich weiter aus in:
- Individualmedien
- Massenmedien
- Kybernetische Interaktionsmedien

Individualmedien reagieren aufgrund ihres sozio-technischen Operierens auf das Problem der unmittelbaren Adressierung von Mitteilungen. Ihre spezifische Kommunikationsformen sind Sprache, Schrift, Gestik etc. Es stellt sich der Sinnhorizont des kollektiven Gedächtnisses ein. Die Kommunikation ist durch die Sinndimensionen (sachlich, räumlich, zeitlich und sozial) sehr begrenzt.
Massenmedien reagieren aufgrund ihres sozio-technischen Operierens auf das Problem der mittelbaren Adressierung von Mitteilungen an potenziell alle. Zu ihren Kommunikationsformen zählen unter anderem Funk, Fernsehen, Zeitung etc. Hier stellt sich der Sinnhorizont der Öffentlichkeit ein. Die Massenmedien sind aufgrund ihrer Kommunikationsmöglichkeiten durch die Sinndimensionen hindurch ausgedehnter.
Kybernetische Interaktionsmedien öffnen aufgrund ihres sozio-technischen Operierens Mitteilungen für die interaktive Gestaltung und Steuerung Einzelner, Gruppen, bekannter/unbekannter und künstlicher/natürlicher Kommunikationsteilnehmer. Es stellt sich der Sinnhorizont des Cyberspace ein. Mit den Interaktionsmedien lässt sich jetzt massenhaft individuell kommunizieren. Sie basieren vor allem auf dem Computer, durch den sich Mitteilungen der medialen Kommunikation in ein interaktives Interface verwandeln lassen.
Die traditionellen Medien wie Funk und Sprache haben aber keineswegs ausgedient oder sind überholt. Neue Medien beziehungsweise neue mediale Kommunikation zeichnen sich vor allem dadurch aus, dass sie die Kommunikationsmöglichkeiten der alten Medien in sich verknüpfen und sich neue Erwartungen daran anschließen. Solche Erwartungen sind Normalitätserwartungen an eine Virtualisierung der aktuell festgelegten Realität. Virtualisierung soll hier heißen, ein Prozess, der die aktuell festgelegte Wirklichkeit ins Mögliche verschiebt. Es entwickeln sich Sets von sozio-technischen Erwartungen, die die Sinnmöglichkeiten der Kommunikation formen.